# Vetle Lid Larssen
Vetle Lid Larssen (Stavanger, 2 settembre 1960) è un giornalista e scrittore norvegese.

## Biografia
Nato a Stavanger e cresciuto ad Oslo, è figlio dell'attore Lars Andreas Larssen. Giornalista premiato, ha scritto tra l'altro per i quotidiani norvegesi Morgenbladet e Aftenposten, prima di esordire nel 1990 con il romanzo 2, per il quale ha ottenuto un grande riconoscimento.
Tra le sue opere letterarie, troviamo anche Kjærlighet før øya synker (Amore prima che l'isola affondi, Marsilio 2002), Anti-sex, e Norske Helter (Eroi norvegesi).
Nel 2013 esce il suo romanzo documentario 1001 natt ("1001 notti") - sul destino di due schiavi norvegesi nell'Africa settentrionale, e nel 2015 l'autobiografia Hvordan elske en far - og overleve ("Come amare un padre – e sopravvivere"), entrambi diventati bestseller nazionali.
Lid Larssen è tradotto in varie lingue, tra cui danese, tedesco ed italiano.
Attualmente è editorialista in A-magasinet.